# Бесоба (Каратобинский район)
Бесоба (каз. Бесоба) — село в Каратобинском районе Западно-Казахстанской области Казахстана. Входит в состав Аккозинского сельского округа. Код КАТО — 275033300.

## Население
В 1999 году население села составляло 283 человека (142 мужчины и 141 женщина). По данным переписи 2009 года, в селе проживали 204 человека (106 мужчин и 98 женщин).